# Вратислав (князь Брно)
Вратислав (чеш. Vratislav; не позднее 1113 — 16 августа или 21 сентября 1156) — князь Брненский в 1125—1128 и 1130—1156 годах, представитель Брненской линии Пржемысловичей.

## Биография
Вратислав был сыном князя Брно Ольдржиха. Однако он не наследовал отцу после его смерти в мае 1113 года. Только в 1125 году, когда князь Ота II Чёрный выступил против нового князя Чехии Собеслава I, тот лишил его владений, в том числе и Брненского княжества, и передал Брно Вратиславу.
Однако в 1128 году Собеслав опять забрал у Вратислава Брненское княжество. В то время против чешского князя в Праге начинает формироваться оппозиция, и Вратислав, вероятно, примкнул к ней, потому что в 1129 году Собеслав заключил его в Дечине. Впрочем, уже в 1130 году Собеслав выпустил его и вернул ему удел.
В 1132 Вратислав женился на русской княжне неизвестного имени — дочери теребовльского князя Василька Ростиславича. Невесту ему нашёл венгерский король Бела II, и это могло быть частью политики, направленной против Собеслава I Чешского.
В 1140 году Собеслав умер, и ему наследовал племянник Владислав II, и Вратислав находился в оппозиции и к нему. В 1142 году Вратислав восстал против него вместе с другими моравскими князьями Конрадом II Зноемским и Отой III Детлебом, несмотря на уговоры епископа Оломоуца Йиндржиха Здика, сторонника Владислава II. В итоге епископ Йиндржих был изгнан из своей епархии, а Владислав 22 апреля 1142 года разбит около города Высока. Восставшие осадили Прагу, в которой была жена Владислава, Гертруда, а также его младший брат Депольт. Владислав же отправился в Германию к королю Конраду III, который помог ему вернуть княжество и удержаться на престоле. Участие в восстании, однако, не привело к потере Вратиславом его княжества.
В 1145 году возле города Усобрно он вместе с Конрадом II Зноемским и братом Владислава II Депольтом напал на епископа Йиндржиха Здика, который направлялся в Рим. Здику удалось скрыться и бежать в Польшу.
После смерти Вратислава Брненское княжество перешло к Конраду II Зноемскому.
У Вратислава и его жены, дочери Василька Ростиславича, предположительно было трое детей:
- Спытигнев (ум. в 1199), князь Брно в 1189—1192, 1194—1198 годах;
- Святополк Емницкий (ум. в 1200), правил Брненским княжеством совместно с братом;
- Анешка (Агнесса) (ум. не позднее 1197).

В настоящее время происхождение их от Вратислава подвергается сомнению, выдвигается предположение, что они могли быть сыновьями Святополка (ум. не ранее 1169), сына Владислава II, который был вынужден бежать из страны после убийства королевского чиновника.